# Антон Петров
Антон Валентинов Петров е български военнослужещ, загинал при отбраната на база „Индия“ на 27 декември 2003 г. в Кербала, Ирак.

## Биография
Антон Петров е роден в Русе на 14 декември 1977 г. в семейството на Иванка и Валентин Петрови. Завършва Корабния техникум в същия град, а след това Средно сержантско общовойсково училище „Георги Измирлиев“ във Велико Търново.
Постъпва на кадрова военна служба в Българската армия през 1996 година. Петров е разпределен и служи в Свищов, а по-късно изявява желание, кандидатства и е измежду малкото приети в 68-а бригада „Специални сили“ в Пловдив (бившата парашутна) като инструктор по инженерна подготовка.
Петров заминава за Ирак по свое желание още с първата група български военни. Той има звание младши сержант и е назначен за командир на отделение в българския батальон в Кербала.
На 24 декември 2003 година в телефонен разговор Антон честити Коледа на майка си и казва: „Всичко е спокойно, всичко е нормално. Не се притеснявайте, жив и здрав съм.“
На 27 декември 2003 година в 12:45 ч. база „Индия“, в която е гарнизонът на Петров, е атакувана с минохвъргачки и три превозни средства, заредени с експлозиви. Въпреки че терористите са били застреляни на разстояние повече от 150 m от лагера, цистерна-бомба преминава през недостатъчните заграждения и се взривява непросредствено до базата. Загиват 5 български военнослужещи, измежду които е Антон Петров, а други 27 са тежко ранени. Според някои военни източници, атаката над българите е извършена поради остър недостиг на гориво в града, а българите са отговаряли за конвоите с цистерни.
Антон Петров загива две седмици след навършване на 26-годишнината си.

## Посмъртно
Антон Петров е повишен в звание офицерски кандидат и е награден с награден знак „За вярна служба под знамената“ I степен. Удостоен е с наградата „Почетен гражданин на Община Русе“. Във връзка с 10-годишнината от атентата в Кербала, на 27.12. 2013 г. с решение на Управителния съвет на РСОСЗР Русе, офицерски кандидат Антон Петров е удостоен със званието „Почетен член“ на съюза.
В района на 68-а бригада „Специални сили“ в Пловдив е поставена паметна плоча на загиналите в Ирак старши лейтенант Николай Саръев и офицерските кандидати Преслав Стоянов, Валентин Донев и Антон Петров.